# AkuBai
AkuBai, de son vrai nom Ningamai Akubai Nnam, née à Wum dans la région du Nord-Ouest du Cameroun, est une chanteuse, musicienne et entrepreneuse camerounaise.

## Biographie

### Enfance et études
AkuBai naît à Wum dans la région du Nord-Ouest du Cameroun. Elle est issue d'une famille de dix personnes. Son père est enseignant et sa mère femme de ménage. Elle est titulaire d'une licence en arts du spectacle et de cinéma de l'Université de Yaoundé I.

### Carrière
AkuBai commence sa carrière musicale en 2019. Elle produit ses œuvres musicales sous le label Niki Heat Entertainment.
Elle est fondatrice de Impact Makers for Humanity,, une organisation non gouvernementale dont la mission est de renforcer les compétences pour le développement durable et d'apporter un soutien compatissant aux communautés vulnérables.

## Style musical et influences
AkuBai s'exerce dans la louange depuis 2004,, ses chansons connaissent l'influence d'artistes tels que Steve Crown, Sinach, Ada, Eben et Tobin Bee. Ses chansons sont en français, en anglais et en plusieurs langues locales tels que le pidgin, l'ewondo, le bassa, le mankon, le weh et en langues bamilékées.

## Distinctions et récompenses
AkuBai possède à son actif plusieurs nominations nationales et internationales depuis 2020.
AkuBai reçoit la nomination de Media Choice Award aux Gospel Touch Music Awards 2020. Elle la remporte à Londres, au Royaume-Uni.
Elle reçoit plusieurs nominations dans la catégorie Best Gospel Artist aux événements suivants :
- Muzikol Music Awards
- Green Light Awards
- Transgenerational Forces Impact Awards

En 2021, elle a reçu des nominations aux événements suivants :
● Canal 2'or Awards Act 13
● Balafon Music Awards
● Muzikol Music Awards
● Cameroon Music Evolution Awards

## Discographie

### Singles
- 2019 : Great God
- 2020 : Yahweh
- 2020 : Triompher
- 2021 : Tchapeusi
- 2021 : Dieu te voit
- 2022 : More of you

## Vie privée
Elle est ministre ordonnée de l'Évangile[Lequel ?], épouse et mère de deux filles,,. Elle réside à Yaoundé.